# Necronomicon i Sverige
Necronomicon i Sverige är en antologi med texter kopplade till H P Lovecrafts författarskap, den fiktiva ockulta boken Necronomicon och till Sverige. Boken är sammanställd av Rickard Berghorn och Mattias Fyhr och utgavs på Aleph Bokförlag 2002. Det är också titeln på en text av Rickard Berghorn som finns med i boken men som först publicerades, i en något annorlunda version, i Minotauren nr 8, dec 2000.
Boken spelar på den tradition som säger att den mytologi Lovecraft skapade i sina skräckberättelser antingen var "sanningen" eller innehöll betydande "korn" av sanning - en idé som inspirerat en lång rad litterära efterföljare men också tagits på fullt allvar av ett inte obetydligt antal människor. Boken inleds visserligen med en essä av litteraturvetaren Fyhr om Lovecraft och intresset för hans verk i Sverige och andra länder, men kan i övrigt läsas som en kartläggning av "Necronomicons svenska historia". Huvuddragen i denna historia presenteras i den tidigare nämnda texten av Berghorn med samma titel som boken, en text som refererar till de övriga inslagen (som inkluderar en skräcknovell som ursprungligen publicerades 1895, när Lovecraft var fem år gammal) och därigenom skapar en helhetskänsla och illusion av vetenskaplig trovärdighet.
I Berghorns text "Necronomicon i Sverige" kan man bland annat läsa att det finns en svensk översättning av Necronomicon (troligen utförd av en greve Magnus de la Gardie, avlägsen släkting till den betydligt mer kände Magnus Gabriel de la Gardie), att ett sällsynt tryckt exemplar av denna finns i science fiction-kännaren Sam J. Lundwalls ägo, samt att Necronomicon ("den galne arabens bok") skall ha spelat en betydande roll för Strindbergs så kallade "Infernokris".

## Utgåvor
- 2002 – Berghorn Rickard, Fyhr Mattias, red. Necronomicon i Sverige. Saltsjö-Boo: Aleph. Libris 8694186. ISBN 91-972507-3-2
- 2020 – Berghorn Rickard, red. Necronomicon i Sverige. Necronomicon i Norden ; 1:a fristående delen (Första upplagan). [Stockaryd]: Aleph bokförlag. Libris w73dvnf9tnvfpkxt. ISBN 9789187619199